# Санта Ређина (Сијена)
Санта Ређина је насеље у Италији у округу Сијена, региону Тоскана.
Према процени из 2011. у насељу је живело 60 становника. Насеље се налази на надморској висини од 258 м.